# 1708 год в науке
В 1708 году в науке и технике произошло несколько значимых событий.

## Физиология и медицина
- Нидерландский врач, ботаник и химик Герман Бургаве опубликовал Institutiones Medicae, один из самых ранних учебников по физиологии.

## Технологии
- 15 января Эренфрид Вальтер фон Чирнхаус в Дрездене (Саксония) впервые смог получить фарфоровый бисквит. После его смерти в октябре дальнейшими экспериментами в этой сфере занимался Иоганн Фридрих Бёттгер, которому и досталась слава изобретателя европейского белого фарфора.

## Родились
- 30 января — Георг Дионисий Эрет, немецкий художник, ботаник и энтомолог (умер в 1770)
- 16 октября — Альбрехт фон Галлер, швейцарский анатом, физиолог, ботаник и поэт, основатель неврологии, отец Альбрехта фон Галлера-младшего (умер в 1777)
- 22 октября — Фредерик Луи Норден, датский исследователь (умер 1741)

## Скончались
- 10 октября — Дэвид Грегори, шотландский математик и астроном (родился в 1659)
- 11 октября — Эренфрид Вальтер фон Чирнхаус, немецкий философ и математик, изобретатель европейского белого фарфора (родился в 1651)
- 5 декабря — Сэки Такакадзу, математик, основатель японской математической школы (родился в 1642)
- 28 декабря — Жозеф Питтон де Турнефор, французский ботаник (родился в 1656)